# Бананамен
Бананамен (енгл. Bananaman) је британски цртани филм из 1983. године, произведен од стране BBC. Главни јунак је суперхерој, Бананамен. Лик се први пут појавио 1980. године у стрипу који је писао Стив Брајт, а цртао Џон Гиринг. Стрип је био осмишљен као пародија на тадашње суперхероје популарне у Великој Британији.

## Ликови
Ерик, наизглед, обичан школарац који живи у улици Акација, бр.29 кад поједе банану постаје 
- Бананамен, суперхерој обдарен моћи летења и надљудском снагом (снагом 20 људи...20 великих људи).

Његови главни непријатељи су: 
- Генерал Бузда,
- Др. Мрачни,
- Теткица,
- Јабукамен (енгл. Appleman),
- Неркови (енгл. The Nerks),
- Краљ Зорг (енгл. King Zorg), краљ ванземаљаца Неркова који у сарадњи са Генералом Буздом покушава да изврши инвазију на земљу. Поданици га ословљавају титулом: Моћни Зорг, краљ космоса, император Млечног, и осталих путева, председник свемирских тишина, ширина и дужина...
- Временко (енгл. Weatherman).

Међу Бананаменовим помагачима и пријатељима су:
- Вранац (енгл. Crow), Бананаменов помоћник,
- Шеф Рајко (енгл. Chief o’Reilly), полицајац,
- Ђурђевка (енгл. Fiona), ТВ репортерка.

Гласове у серији су позајмљивали Тим-Брук Тејлор, Грејем Гарден и Бил Оди, чланови комедијашке групе Гудис (студирали су заједно са Џоном Клизом, Грејамом Чепменом и Ериком Ајдлом, будућим члановима групе Летећи циркус Монти Пајтона).

## Епизоде
| Сезона | Година | Епизода | Наслов на српском                  | Наслов на енглеском        |
| ------ | ------ | ------- | ---------------------------------- | -------------------------- |
| 1      | 1983   | 01      | Бананамен упознаје доктора Мрачног | Bananaman Meets Dr Gloom   |
| 1      | 1983   | 02      | Бекство из затвора                 | The Big Breakout           |
| 1      | 1983   | 03      | Ледена станица број нула           | Ice Station Zero           |
| 1      | 1983   | 04      | Планета Нерк                       | Alien Planet               |
| 1      | 1983   | 05      | Отмица                             | The Kidnap Caper           |
| 1      | 1983   | 06      | Кућа на брду                       | House on Hangman's Hill    |
| 1      | 1983   | 07      | Занимање опасност                  | Destination Danger         |
| 1      | 1983   | 08      |                                    | Wall of Death              |
| 1      | 1983   | 09      | Челичне чељусти                    | Jaws of Steel              |
| 1      | 1983   | 10      |                                    | Banana Kid                 |
| 1      | 1983   | 11      | Теткица се вратила у град          | Auntie's Back in Town      |
| 1      | 1983   | 12      | Воз духова                         | Tunnel of Terror           |
| 2      | 1984   | 13      |                                    | Mystery at the Old Mine    |
| 2      | 1984   | 14      | Изгубљено племе Тапиока            | Lost Tribe of the Tapiocas |
| 2      | 1984   | 15      | Борба на живот и смрт              | Trouble at the Mill        |
| 2      | 1984   | 16      | Мрежа зла                          | The Web of Evil            |
| 2      | 1984   | 17      |                                    | The Mummy's Curse          |
| 2      | 1984   | 18      | Ноћна патрола                      | The Night Patrol           |
| 2      | 1984   | 19      |                                    | Fog of Fear                |
| 2      | 1984   | 20      | Гомила проблема                    | A Tank Full of Trouble     |
| 2      | 1984   | 21      | Двострука фрка                     | Double Trouble             |
| 2      | 1984   | 22      | Последња банана                    | The Last Banana            |
| 2      | 1984   | 23      |                                    | Ingergalactic Olympics     |
| 2      | 1984   | 24      |                                    | The Night Patrol           |
| 2      | 1984   | 25      | Последња орбита                    | The Final Orbit            |
| 3      | 1986   | 26      |                                    | Disaster at Devil's Cove   |
| 3      | 1986   | 27      |                                    | Night of the Nerks         |
| 3      | 1986   | 28      |                                    | The Snowman Cometh         |
| 3      | 1986   | 29      |                                    | Pirate TV Station          |
| 3      | 1986   | 30      |                                    | Battle of the Bridge       |
| 3      | 1986   | 31      |                                    | Harbour of Lost Ships      |
| 3      | 1986   | 32      |                                    | Visibility Zero            |
| 3      | 1986   | 33      |                                    | Battle of the Century      |
| 3      | 1986   | 34      |                                    | The Perils of Ping Pong    |
| 3      | 1986   | 35      |                                    | The Great Air Race         |
| 3      | 1986   | 36      |                                    | Cavern of the Lost         |
| 3      | 1986   | 37      |                                    | Clown Capers               |
| 3      | 1986   | 38      |                                    | Banana Junction            |
| 3      | 1986   | 39      |                                    | The Crown Jewel Caper      |
| 3      | 1986   | 40      |                                    | Operation Total            |

У Србији су емитоване само епизоде из прве и друге сезоне.

## Приказивање серије у Србији
Серија је у Србији емитована на РТС-у, а гласове су давали Мића Татић, Никола Симић, Љубиша Бачић и Добрила Матић.
Цела серија је изашла на DVD-у 2007. године.